# SLC25A20
SLC25A20 (англ. Solute carrier family 25 member 20) – білок, який кодується однойменним геном, розташованим у людей на короткому плечі 3-ї хромосоми.  Довжина поліпептидного ланцюга білка становить 301 амінокислот, а молекулярна маса — 32 944.
| 10         |  | 20         |  | 30         |  | 40         |  | 50         |
| ---------- |  | ---------- |  | ---------- |  | ---------- |  | ---------- |
| MADQPKPISP |  | LKNLLAGGFG |  | GVCLVFVGHP |  | LDTVKVRLQT |  | QPPSLPGQPP |
| MYSGTFDCFR |  | KTLFREGITG |  | LYRGMAAPII |  | GVTPMFAVCF |  | FGFGLGKKLQ |
| QKHPEDVLSY |  | PQLFAAGMLS |  | GVFTTGIMTP |  | GERIKCLLQI |  | QASSGESKYT |
| GTLDCAKKLY |  | QEFGIRGIYK |  | GTVLTLMRDV |  | PASGMYFMTY |  | EWLKNIFTPE |
| GKRVSELSAP |  | RILVAGGIAG |  | IFNWAVAIPP |  | DVLKSRFQTA |  | PPGKYPNGFR |
| DVLRELIRDE |  | GVTSLYKGFN |  | AVMIRAFPAN |  | AACFLGFEVA |  | MKFLNWATPN |
| L          |  |            |  |            |  |            |  |            |

A: Аланін

C: Цистеїн

D: Аспарагінова кислота

E: Глутамінова кислота

F: Фенілаланін

G: Гліцин

H: Гістидин

I: Ізолейцин

K: Лізин

L: Лейцин

M: Метіонін

N: Аспарагін

P: Пролін

Q: Глутамін

R: Аргінін

S: Серин

T: Треонін

V: Валін

W: Триптофан

Задіяний у таких біологічних процесах як транспорт, ацетиляція. 
Локалізований у мембрані, мітохондрії, внутрішній мембрані мітохондрії.